# نوفينينستوك
نوفينينستوك (بالإنجليزية: Nufenenstock)‏ هو أحد جبال سلسلة جبال الألب ليبونتيني ويقع في كانتون تيسينو/كانتون فاليز في سويسرا. يحتل المرتبة رقم 253 في قائمة جبال سويسرا من حيث الارتفاع، إذ يبلغ ارتفاعه حوالي 2866 متر، بينما يبلغ ارتفاع نتوء الجبل 381 متر.